# Filsursprung
Koordinaten: 48° 32′ 57,5″ N, 9° 36′ 9″ O
Der Filsursprung ist eine Karstquelle bei Wiesensteig, auf der Mittleren Schwäbischen Alb in Baden-Württemberg. Sie bildet den Ursprung der Fils, die in einem Trockental, dem Hasental, auf 625 m ü. NN entspringt.

## Geographie
Das von der Straße Schopfloch–Wiesensteig abzweigende verkehrsfreie Hasental ist eine beliebte Wanderstrecke. Nach Durchwanderung des 4 km langen, abwärtsführenden Trockentals, einem Tal ohne jedes Rinnsal oder andere oberflächige Entwässerung, immer durch Felder und Wiesen, von Mischwald beidseitig gesäumt, erreicht man die aus mehreren Schotterflächen des Talgrundes entspringende Fils. Diese tritt aus einer sogenannten Schichtquelle zutage. Der Bach mäandert durch weitere ca. 1,5 km eines Wiesentals bis zu den ersten Häusern des Ortes Wiesensteig.

## Geologie
Das Trockental und das Filstal bis Geislingen/Steige sind Teile der Ur-Fils, die in die nach Süden entwässernde Ur-Lone mündete. (Das alte Flusssystem der so genannten Tübinger und Cannstatter Ur-Lone entwässerte das Südwestdeutsche Schichtstufenland – vom Neckar bis in das Molassebecken des Alpenvorlandes, in jüngerer Zeit, nach Entstehung der Urdonau, bis zu ihr). Erosions-Abbau des Albtraufs nach Süden und verstärkte Krustenaufwölbungen im Zuge der Alpenfaltung kehrten die Entwässerungsrichtung von Flüssen so um, dass sie zum Oberrheingraben entwässerten. Aus einem oberen Teil des alten Flusssystems der Ur-Lone wurde die so genannte „Rheinische Fils“.
Wegen der großen Reliefenergie (Kraft starken Gefälles) zum Rhein verlagerte die Rheinische Fils ihre Quellpositionen durch rückschreitende Erosion ständig weiter nach Süden. Da die Reliefenergie zur Donau (also zum weitaus längeren Entwässerungsweg) geringer war, erreichten die Quellpositionen der Rheinischen Fils die Ur-Fils so, dass sie diese anzapfen und nach Nordwesten umlenken konnten. Spätestens zur Zeit der Riß-Kaltzeit (vor ca. 700 Tsd. Jahre) fand diese Flussanzapfung statt. Durch fortschreitende Verkarstung wurde aus dem Oberlauf der Ur-Fils schließlich ein großes Trockental, weiter unten blieb eine sehr kleine Quell-Fils erhalten.
Hatte ein breites Flussbett der Tübingen-Cannstatter Ur-Lone ursprünglich ganz Südwestdeutschland entwässert, war das Flussbett südlich Geislingen/Steige später nur noch das Bett für eine Ur-Eyb und die Ur-Fils. Nach der Flussanzapfung der Ur-Fils und der Ur-Eyb durch die Rheinische Fils bei Geislingen/Steige wurde ein Teil des Tals der Ur-Lone (südlich Geislingen/Steige bis Urspring/Lonsee) zum Trockental. Durch das große Lonetal fließt heute das Rinnsal Lone, welches in einer Karstquelle, dem Quelltopf bei Lonsee, zu Tage tritt.
Der Filsursprung schüttet 50–240 Liter pro Sekunde (durchschnittlich 160 l/s). Nach nur 2 km kann die Fils in Wiesensteig bis max. 4000 Liter/s Wasser führen. Die Quelle entspringt im Grenzbereich der Schichten Weißer Jura (Malm) (Wα/Wβ, bzw. ox1/ox2). Die nicht verkarstete Schicht Unterer Weißjuramergel (Wα) wirkt wasserstauend.
Im ganzen oberen Filstal wird Kalktuff abgelagert. Ca. 5,5 km nach der Quelle findet sich eine unzugängliche Kalktuffhöhle bei Mühlhausen.
Der heute nur noch mäßig belastete Industriefluss Fils mündet nach 63 km und insgesamt 377 m Gefälle bei Plochingen in den Neckar.

## Kleiner Filsursprung

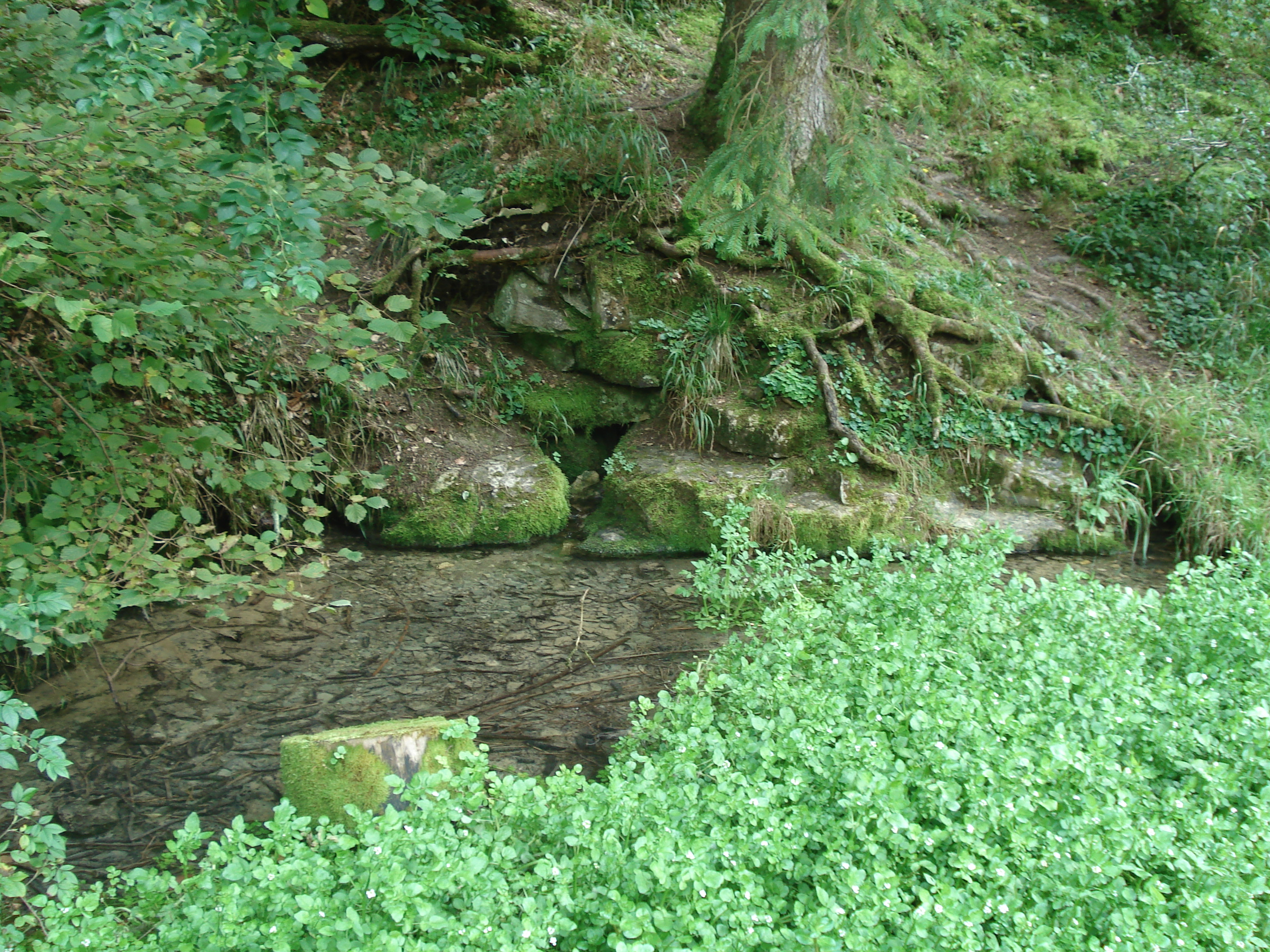
Der Kleine Filsursprung

Etwa 200 m nördlich des Filsursprungs tritt eine weitere Karstquelle zutage. Sie wird Kleiner Filsursprung  genannt. Das Quellwasser entspringt am Wegesrand aus einigen Spalten im Felsen. Die abfließende „Kleine Fils“ verläuft einige Meter parallel zum Wanderweg und mündet dann von rechts in die Fils.